# Лосенець
Лосенець (пол. Łosieniec) — село в Польщі, у гміні Серадз Серадзького повіту Лодзинського воєводства.
Населення — 134 особи (2011).
У 1975-1998 роках село належало до Серадзького воєводства.

## Демографія
Демографічна структура станом на 31 березня 2011 року:
|          | Загалом | Допрацездатний вік | Працездатний вік | Постпрацездатний вік |
| -------- | ------- | ------------------ | ---------------- | -------------------- |
| Чоловіки | 70      | 18                 | 43               | 9                    |
| Жінки    | 64      | 5                  | 45               | 14                   |
| Разом    | 134     | 23                 | 88               | 23                   |